# Сокодор (Арад)
Сокодор (рум. Socodor) насеље је и општина у Румунији у жупанији Арад. Oпштина се налази на надморској висини од 88 m.

## Становништво
Према подацима из 2002. године у насељу је живело 2285 становника.

### Попис2002.
| Расподела становништва по националности 2002.‍ | Расподела становништва по националности 2002.‍ | Расподела становништва по националности 2002.‍ | Расподела становништва по националности 2002.‍ | Расподела становништва по националности 2002.‍ |
| --------------------------------------------- | --------------------------------------------- | --------------------------------------------- | --------------------------------------------- | --------------------------------------------- |
|                                               |                                               |                                               |                                               |                                               |
| Румуни                                        | Румуни                                        |                                               | 2.068                                         | 90,7%                                         |
| Мађари                                        | Мађари                                        |                                               | 128                                           | 5,6%                                          |
| Роми                                          | Роми                                          |                                               | 79                                            | 3,5%                                          |
| Немци                                         | Немци                                         |                                               | 6                                             | 0,3%                                          |